# 龚柯允
龔柯允（英語：Karen Kong，1984年12月7日—），原名龔建思，生於馬來西亞納閩，馬來西亞女歌手和演員。

## 簡歷
龔柯允早年就讀聖安納小學（S.M St Anne, Labuan）和納閩國民中學（SMK Labuan）。中學時期曾參加學校合唱團代表參加全國比賽。她雖是華裔，但她以馬來語歌曲起步歌唱事業，使全馬人眾驚奇，因為以馬來語出唱片的大馬華裔歌手在歷史上相當少。曾在就讀拉曼大學時參加過大馬偶像（Malaysian Idol）的選拔賽，但並沒有成功。這個挫折成為她歌唱事業的轉折點。
龔建思在2006年末以Cinta Hello Kitty（愛上Hello Kitty）此歌曲而開始成名。在2007年頭，她發出第一張專輯，《Mulakan》（開始吧），本專輯內容包括10首歌曲，包括Cinta Hello Kitty以及Na Na Na Nada Cinta（戀愛音調，翻作久保田利伸日語名曲《LA·LA·LA LOVE SONG》）。她因發售本專輯而獲得不少居多位於東南亞地區的歌迷，包括馬來西亞、新加坡、汶萊、菲律賓、印尼等。
2007年7月17日，她創了馬來西亞樂壇史上第一，即舉行由網上觀看的演唱會。同年九月，她終於宣佈製作華語專輯計畫，而且唱片公司決定她的藝名改稱「龔柯允」。該專輯，《表演》訂於10月29日推出。這張結合了華人和馬來著名音樂人聯手打造的專輯里收錄了多種不同元素的音樂曲風，包括R&B、世界民族音樂(World Ethnic Music)、浪漫情歌、流行搖滾、Rap、Mambo等等。此外，唱片公司也找來了多位馬來西亞著名音樂人為《表演》專輯誇刀：李志清、李志源、李乃剛、陳穎見、張國祥、Mac Chew、張捷惟、黃明志、SHAZZY、M.Nasir等等。但是不幸遭唱片行拒售本專輯。因此，唱片公司為了可以讓歌迷聽到龔柯允的新歌，決定為她安排50場簽唱會，並在現場設專賣櫃台售賣新專輯（每張售價30令吉）
2009年，環球唱片將龔柯允的音樂帶到臺灣。就在2009年7月10日，龔柯允的「I'm Karen」同名專輯在臺灣出售。本專輯內容包括《表演》專輯裡頭的歌曲還加錄4首新歌，包括第一主打 ㄚ一ㄨㄟㄛ AEIOU （翻作丁丁樂隊(The Ting Tings')《Great DJ》《貧民百萬富翁》的預告片曲）。除此之外，她以歌手身份到台灣超級偶像踢館，她當時演唱《太傻》，以0.1分之差成功擊敗冠軍熱門之一的段旭明。
2009年12月，她同樣以歌手身份出席香港無綫電視歌唱節目《超級巨聲》錄影，兩集（詮釋《舔傷》及《In Love Again》）其甜美的歌聲成功打敗參賽者成功擊敗另一方的參賽者，還被評審趙增熹評為「天上來的聲音」，自此在香港的曝光率及知名度都猛增。許多著名藝人都找龔柯允合作，包括本土著名嘻哈團體農夫的成員C君還邀請她為專輯奇蹟合唱《月老》、在九龍灣國際展貿中心匯星（Star Hall）舉行的趙增熹《趙增熹分子音樂盛宴》擔任演唱歌手、在澳門威尼斯人度假村舉辦演唱會的曹格也邀請她擔任表演嘉賓等等。
2011年，龔柯允被黃明志導演邀請拍《辣死你媽2.0》飾演「龔小k」。此電影不但破7百萬票房，她在電影里的粗眉毛讓眾人影像深刻也因此受好評。龔柯允也唱了電影主題曲 《Rasa Sayang 2.0》和插曲《簡單的我》。很遺憾這是她和舊東家最後一次的合作。Karen因跟舊東家意見不合決定離開Prodigee Media，之後建立自己的唱片公司K Rhythm International Limited。
2012年2月，龔柯允在吉隆坡首次開售票音樂會"Just Simple Karen"。7月，在香港發展了2年，龔柯允終於推出了首張廣東話單曲《做我自己》，從作曲、封面設計、編曲和幕後花絮剪接都是她一手包辦，封面走的是大膽路線。笑稱被Lady Gaga的態度啓發，很想大膽的做自己和表態自己的音樂和想法。
2014年在香港正式出道，簽約著名監製趙增熹旗下「一念唱片」，先後推出自己創作的新歌《不愛你的時候》及《隆重而簡單》。同年參加《超級巨聲4》與參賽者谷微合唱一曲，技驚四座，被評審譽為「無可挑剔… 令人欣賞的專業演出」。
2017年7月在香港入紙預定於同年8月28日和任職髮型師的男朋友許銘豪結婚。
2019年2月在香港饒宗頤文化館舉行 "龔柯允Karen『時光隧道』踢館女將的十年"  音樂會。同年，她再次被黃明志邀約演出他的最新電影《辣死你媽1.0》。她的飾演角色就是《辣死你媽2.0》的龔小K。
2019年11月接拍了一部香港福音電影叫「等一個擁抱（页面存档备份，存于）」，在很倉促的情況下做了女主角。
2020年由於香港疫情影響，開始在網上 Facebook、instagram 及 HKTVmall 上售賣馬來西亞的特產，更在九月推出全球首個氣炸榴槤冰皮月餅。
2020年下半年，參與ViuTV的選秀節目《全民造星III》。但在20強小組對決淘汰賽(第二十九集)被淘汰，止步於30強。
2021年4月15日，在香港第一部拍攝的電影等一個擁抱（页面存档备份，存于）正式在香港戲院上映。
2021年4月19日，在九龍灣 E-Max 正式宣佈加盟 天盟娛樂，同日發佈新歌「一轉眼」。
2021年5月16日，於作品《Human Error （页面存档备份，存于）》 – 獲得第八屆【微電影「創＋作」支援計劃（音樂篇）】最住女主角-銅獎。
2021年11月14日，在黃埔開設一間包含理髪和咖啡的 Cafe - "duet cuts & cups"
2022年1月27日，辣死你媽2.0續集《辣死你媽傳人》（Nasi Lemak 1.0）於馬來西亞上映。
2023年11月1日, 和馬來西亞新星 Ash 盧信宥 在各大平台推出全新單曲 《Don't Wanna Move （页面存档备份，存于）》。同年十二月推出個人獨唱版 （页面存档备份，存于）。
2024年9月9日，在 Youtube 及各大平台推出全新歌曲 《Light （页面存档备份，存于）》。
2025年2月6日，推出全新歌曲 《人設崩壞》。
2025年6月20日，推出廣東話EP 六部曲之第四章《原諒有用》。
2025年7月26日，在香港舉行第一場全廣東話歌曲的音樂分享會。

## 音樂作品

### 唱片
- 2007年：Mulakan （馬來西亞專輯）
- 2007年：表演 Showtime （華語專輯）
- 2008年：表演Vol.2慶功改版專輯 （華語專輯）
- 2009年：I'm Karen （國語專輯）
- 2019年：心情紀錄 (會場特別版）

### 單曲
- 2012年：做我自己 （页面存档备份，存于） （廣東話單曲）
- 2014年：不愛你的時候 （页面存档备份，存于） （國語單曲）
- 2014年：隆重而簡單（页面存档备份，存于）（廣東話單曲）
- 2014年：隆重而簡單 (Less Is More Version)（廣東話單曲）
- 2015年：洋蔥 （页面存档备份，存于） /w 林欣彤 （廣東話翻唱合唱歌）
- 2018年：海女（页面存档备份，存于）（廣東話單曲）
- 2019年：Say The Word（廣東話單曲）
- 2020年：原來・未忘（页面存档备份，存于）（廣東話單曲）
- 2021年：一轉眼（页面存档备份，存于），玫瑰哭了 (未發行）)
- 2021年：Sing A Live （页面存档备份，存于）
- 2022年：如果愛能飛行 （页面存档备份，存于）
- 2023年：守護星 (未發行），Don't Wanna Move （页面存档备份，存于） (feat. Ash 盧信宥) 及 Don't Wanna Move (Solo) （页面存档备份，存于）
- 2024年：Light （页面存档备份，存于）
- 2025年：人設崩壞、原諒有用

### 派台歌曲成績
| 派台歌曲成績（四台） | 派台歌曲成績（四台） | 派台歌曲成績（四台） | 派台歌曲成績（四台） | 派台歌曲成績（四台） | 派台歌曲成績（四台） | 派台歌曲成績（四台）         | 派台歌曲成績（四台）                                            |
| -------------------- | -------------------- | -------------------- | -------------------- | -------------------- | -------------------- | ---------------------------- | --------------------------------------------------------------- |
| 唱片                 | 歌曲                 | 903                  | RTHK                 | 997                  | TVB                  | 備註                         | 備註                                                            |
| 2014年               |                      |                      |                      |                      |                      |                              |                                                                 |
|                      | 不愛你的時候         | -                    | -                    | -                    | 6                    |                              |                                                                 |
|                      | 隆重而簡單           | -                    | -                    | -                    | -                    | 另派Less is More Version版本 | 另派Less is More Version版本                                    |
| 2015年               |                      |                      |                      |                      |                      |                              |                                                                 |
|                      | 富士山下             | -                    | -                    | -                    | -                    | 與糖兄合唱 翻唱陳奕迅作品    | 與糖兄合唱 翻唱陳奕迅作品                                       |
| 2018年               |                      |                      |                      |                      |                      |                              |                                                                 |
|                      | 海女                 | -                    | -                    | -                    | -                    |                              |                                                                 |
| 2019年               |                      |                      |                      |                      |                      |                              |                                                                 |
|                      | Say The Word         | -                    | -                    | -                    | -                    |                              |                                                                 |
| 派台歌曲成績（五台） |                      |                      |                      |                      |                      |                              |                                                                 |
| 唱片                 | 歌曲                 | 903                  | RTHK                 | 997                  | TVB                  | ViuTV                        | 備註                                                            |
| 2020年               |                      |                      |                      |                      |                      |                              |                                                                 |
|                      | 原來・未忘           | -                    | -                    | -                    | -                    | -                            |                                                                 |
| 2021年               |                      |                      |                      |                      |                      |                              |                                                                 |
|                      | 一轉眼               | -                    | -                    | 13                   | -                    | -                            |                                                                 |
|                      | Sing A Live          | -                    | -                    | 19                   | -                    | -                            |                                                                 |
| 2022年               |                      |                      |                      |                      |                      |                              |                                                                 |
|                      | 如果愛能飛行         | -                    | -                    | -                    | -                    | -                            |                                                                 |
| 2023年               |                      |                      |                      |                      |                      |                              |                                                                 |
|                      | Don't Wanna Move     | -                    | -                    | 18                   | 18                   | -                            | Featuring 盧信宥 翌年上榜（997） 加拿大至 HIT 中文歌曲排行榜：1 |
| 2024年               |                      |                      |                      |                      |                      |                              |                                                                 |
|                      | Light                | ×                    | ×                    | 13                   | -                    | -                            |                                                                 |
| 2025年               |                      |                      |                      |                      |                      |                              |                                                                 |
|                      | 人設崩壞             | -                    | -                    | 5                    | -                    | -                            | 加拿大至 HIT 中文歌曲排行榜：14                                 |
|                      | 原諒有用             | -                    | -                    | 10*                  | -                    | -                            |                                                                 |

| 各台冠軍歌總數 | 各台冠軍歌總數 | 各台冠軍歌總數 | 各台冠軍歌總數 | 各台冠軍歌總數 | 各台冠軍歌總數    | 各台冠軍歌總數    |
| -------------- | -------------- | -------------- | -------------- | -------------- | ----------------- | ----------------- |
| 四台           | 903            | RTHK           | 997            | TVB            | 備註              | 備註              |
| 四台           | 0              | 0              | 0              | 0              | 五台冠軍歌總數：0 | 五台冠軍歌總數：0 |
| 五台           | 903            | RTHK           | 997            | TVB            | ViuTV             | 備註              |
| 五台           | 0              | 0              | 0              | 0              | 0                 | 五台冠軍歌總數：0 |

- （*）上榜中
- （-）未能上榜
- （×）沒有派往該台

## 演出作品

### 電影
- 2011年 辣死你媽 飾 龔小K
- 2014年 丐世英雄 （页面存档备份，存于） 飾 郭菲
- 2021年 等一個擁抱 （页面存档备份，存于） 飾 劉恩悅
- 2022年 辣死你媽傳人 飾 龔小K

### 電視節目（ViuTV）
- 2020年：全民造星III（參賽者）
- 2021年：囝囝女女730（造星囝女）

### 電視節目（TVB）
- 2021年：演鬥聽
- 2024年：中年好聲音第二季

### 電視節目（八度空間（页面存档备份，存于））
- 2023年：八八六十事

## 奬項
2021年度
- 新城勁爆頒獎禮2021 - 勁爆躍進歌手

## 外部連結
- 龚柯允的Facebook專頁
- 龚柯允的Instagram帳戶
- 龔柯允 Uplive（页面存档备份，存于）
- 龚柯允的新浪微博
- 龔柯允官方網站
- 龔柯允（页面存档备份，存于） Youtube Channel